# Jodocus Trutfetter
Jodocus Trutfetter (auch: Jodocus von Eisenach, Jodocus Isenacensis, Justus Trautvetter, Doktor Eisenach; * um 1460 in Eisenach; † 9. Mai 1519 in Erfurt) war ein deutscher katholischer Theologe, Logiker, Rhetoriker und Philosoph.

## Leben
Über Trutfetters Eisenacher Eltern ist nichts bekannt. Man kann annehmen, dass sie ihren Sohn, wie Plitt schreibt, in aller gebotenen (mittelalterlichen) Frömmigkeit erzogen. Sie sandten ihn, so bald sein Alter dieses zuließ, auf die benachbarte Erfurter Universität. In einem Alter, das man fast noch als Knabenalter bezeichnen muss, immatrikulierte sich Trutfetter den 18. Oktober 1476, dem Tag des heiligen Lukas, mit 167 anderen Studierenden unter dem Rektorat des Konrad Schechteler von Alsfeld an der Universitas studii Erffordensis. Von dieser Zeit an blieb Trutfetter über einen Zeitraum von dreißig Jahren in Erfurt, so dass er ganz, wie sein moderner Biograph Plitt schreibt, mit dieser Stadt verwuchs.
Noch unter der alten Scholastik stehend, brachten die ersten universitären Lehrkräfte aus Prag die moderne terministische Logik nach Erfurt mit, die in einer durch den Kampf gegen die Hussiten sich verstärkenden Frontstellung gegen den Universalienrealismus, den diese von John Wyclif übernahmen, stand. In Ablehnung des Realismus wurde kein bestimmter Scholastiker präferiert. Erst nach dem Hervortreten der Schulbildungen nach 1450 wandte sich die Erfurter Universität der via moderna zu, „bis schließlich Jodocus Trufetter [...] und Bartholomäus Arnoldi aus Usingen [...] sich 1497 auf die ockhamistische Universalienlehre festlegten und entsprechende Lehrbücher folgen ließen“ (Junghans 1982, 141).
An der Erfurter Universität erwarb Trutfetter als Schüler des Johannes Buridanus 1478 den ersten akademischen Grad eines Baccalaureus der freien Künste. 1484 wurde er Magister und übernahm an der philosophischen Fakultät eine Professur der Logik. Zudem beschäftigte er sich mit der scholastischen Theologie, erwarb das Lizentiat der Theologie und ließ sich zum Priester weihen, beides 1493. An der St.-Andreas-Kirche übernahm er bis 1501 ein Pfarramt. Am 14. Oktober 1504 promovierte er zum Doktor der Theologie. Nachdem er in den Wintersemestern 1493 und 1499 Dekan der philosophischen Fakultät gewesen war, befasste er sich seit dem 29. April 1501 auch mit den Rechtswissenschaften und stand der juristischen Fakultät im Wintersemester des gleichen Jahres als Dekan vor. Zuvor wirkte er als Rektor im Sommersemester 1501.
Da er 1505 aus politischen Gründen bei einer Lehrstuhlbesetzung in Erfurt übergangen wurde, wendete er sein Augenmerk auf die 1502 neu entstandene Universität Wittenberg. Am 9. Dezember 1506 trat er eine Stelle als Archidiakon an der Wittenberger Schlosskirche an, erhielt im darauf folgenden Jahr eine theologische Professur und bekleidete im Wintersemester 1507 das Rektorat der Wittenberger Hochschule. Trutfetter war ein glänzender Vertreter der via moderna, der dem Humanismus aufgeschlossen war und beispielsweise mit dem Humanisten Christoph von Scheurl in Wittenberg freundschaftlich verkehrte. Nachdem sich 1510 in Erfurt die politische Lage gebessert hatte, kehrte er wieder dorthin zurück. In Erfurt erhielt Trutfetter 1510 eine Stelle als Archidiakon am Erfurter Dom und bekleidete damit automatisch eine theologische Professur an der Hochschule.
Trutfetter, der sich genauso wie Bartholomäus Arnoldi mit den Grundfragen Wilhelm von Ockhams beschäftigte, hatte durch sein Geschick als ausgezeichneter Rhetoriker und scharfsinniger Dialektiker bei der Quodlibetdisputation von 1497 bereits an der Erfurter Universität für ein neues Denken gegenüber der Scholastik des Mittelalters gewirkt. Aus dem Drang, die Welt mit der menschlichen Vernunft zu erfassen, bildete er ohne Frage auch die Frühformen des Erfurter Humanismus mit, dem er als Spätscholastiker offen gegenüberstand. Sein einstiger Erfurter und Wittenberger Schüler Martin Luther griff diesen Ansatz auf und formte ihn zu einer neuen, von Trutfetter abgelehnten Bewegung.

## Schriften
- Summa de dialectica insignis. [vor 1500]
- Veterisartis. [zusammengedruckt aus Veteris artis]
- Analyticorum, Topicorum et Elenchorum Aristotelis Succinctum et breviculum Interpretamentum.
- Explanatio [Explicatio] in nonnulla Petri Burdegalensis. [Erfurt, Wolfgang Schenck, um 1501]
- Compendiaria et admodum brevis pervulorum logicorum explanatio, non sine dubitationum in his intercurrentium quo exercitium. [Erfurt ca. 1501]
- Breviarium dialecticum.
- Summula totius logicae. Erphordia 1512.
- Summa in tota[m] physicen, hoc est philosophiam naturalem conformiter siquidem ver[a]e sophi[a]e: que est Theologia. Erffordie 1514.
- Summa philosophiae naturalis contracta. Erphordia 1517.
- Totius Philosophiae naturalis Compendium.
- Epistolae et orationes complures.
- Epitome seu Breviarium Dialectice iteru iam denuo recusum [Erfurt, Matthes Maler, 1518]